# Transcriptiefactor

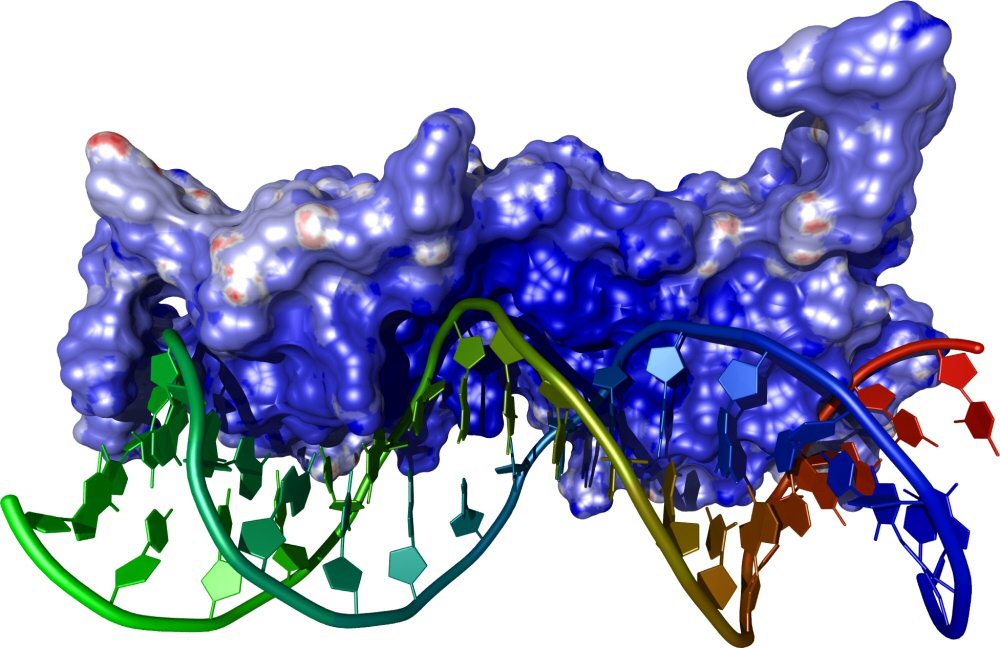
DNA-bindend domein van een glucocorticoïde-receptor van Rattus norvegicus met passend DNA-fragment

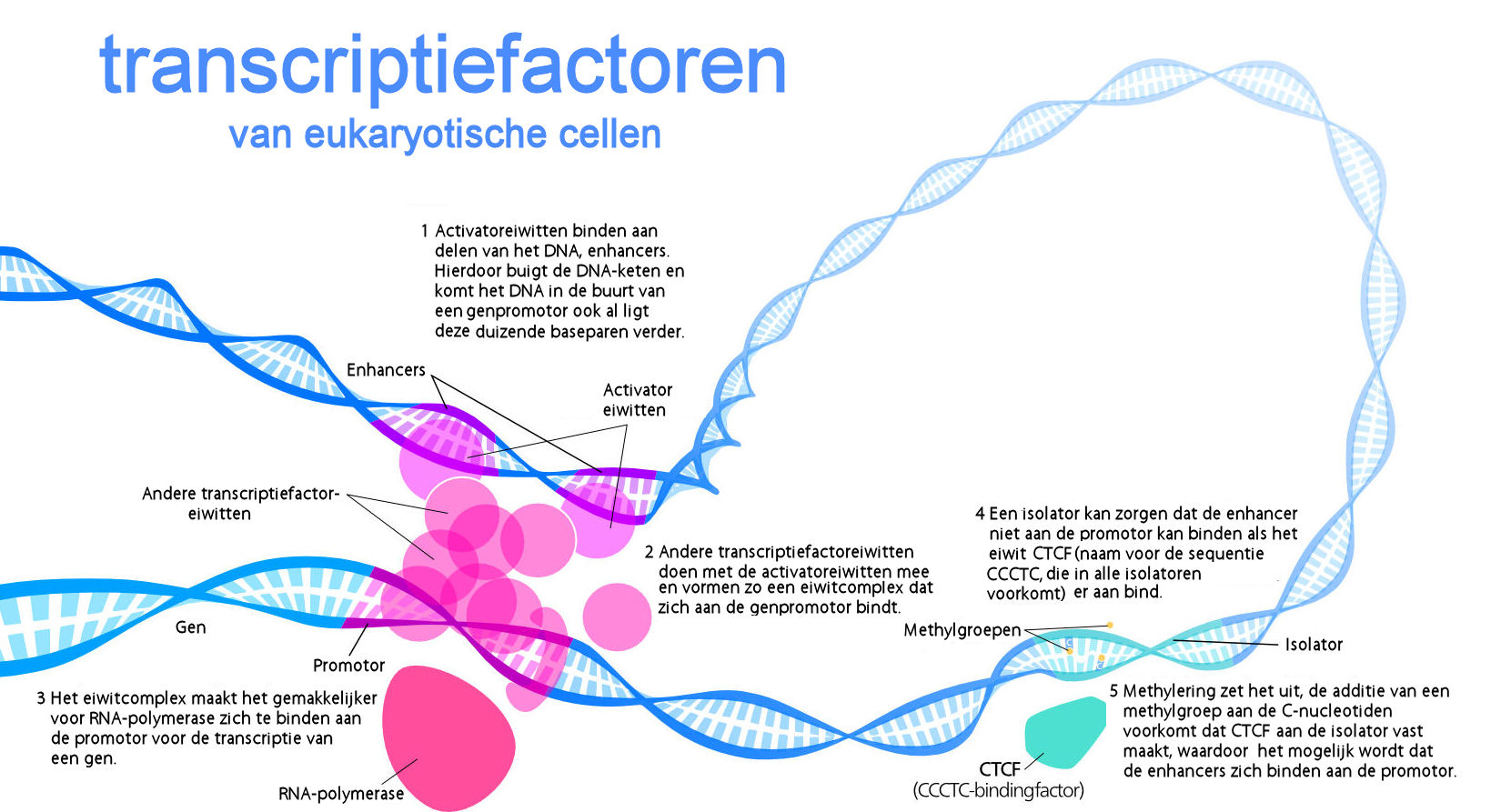
Vereenvoudigde weergave van een activator

Rol van de transcriptiefactor bij de regulering van de genexpressie

Een transcriptiefactor of sequentie-specifieke DNA-bindingfactor is een eiwit dat zich bindt aan specifieke DNA-sequenties, waardoor de hoeveelheid of transcriptie van genetische informatie van DNA naar mRNA gereguleerd wordt. Transcriptiefactoren voeren hun functie alleen uit of in een complex met andere eiwitten door het bevorderen (als een activator) of het blokkeren (als een repressor) van RNA-polymerase voor bepaalde genen.
Transcriptiefactoren hebben één of meer DNA-bindingsdomeinen (DBDs), die zich hechten aan specifieke DNA-sequenties van het DNA van aangrenzende genen die ze reguleren. Aanvullende eiwitten zoals co-activators, chromatine remodelers, histon-acetylasen, deacetylasen, kinasen en methyltransferasen spelen ook een cruciale rol bij de genregulatie ondanks dat ze geen DNA-bindende domeinen hebben en daarom niet behorend tot de transcriptiefactoren.

## Mechanisme
Transcriptiefactoren binden of aan enhancer- of aan promotorregio's van het DNA van aangrenzende genen die ze reguleren. Afhankelijk van de transcriptiefactor is de transcriptie van een aangrenzend gen omhoog of omlaag gereguleerd. Transcriptiefactoren gebruiken een waaier van mechanismen voor de regulatie van de genexpressie.
Deze mechanismen zijn:
- Stabilisering of blokkering van de binding van RNA-polymerase aan DNA.
- Katalysering van de acetylering of de-acetylering van histoneiwitten. De transcriptiefactor kan dit of zelf of met behulp van andere eiwitten met katalytische activiteit doen. Veel transcriptiefactoren gebruiken het ene of het andere van de twee tegengestelde mechanismen voor de regulatie van de transcriptie:[10]
  - Histon-acetyltransferase (HAT)-activiteit – acetyleert histoneiwitten, waardoor de binding van DNA met histonen verzwakt wordt en het DNA meer toegankelijk wordt voor transcriptie. De transcriptiesnelheid wordt verhoogd.
  - Histon-deacetylase (HDAC)-activiteit – deacetyleert histoneiwitten, waardoor de binding van DNA met histonen versterkt wordt en het DNA minder toegankelijk wordt voor transcriptie. De transcriptiesnelheid wordt verlaagd.
- Gebruikmakend van een co-activator- of co-repressoreiwitten bij het transcriptiefactor-DNA-complex.[11]